# Caminho de Ferro do Monte
| |                     |                        |                        |
| Streckenlänge: | 3,911 km            |                        |                        |
| Spurweite: | 1000 mm (Meterspur) |                        |                        |
| |                     |                        |                        |
| \| \| 0,000 \| Pombal \| Pombal \| \| \| 1,000 \| Levada de Santa Luzia \| Levada de Santa Luzia \| \| \| \| Livramento \| \| \| \| \| Sant'Ana \| \| \| \| \| Flamengo \| \| \| \| \| Confeitaria \| \| \| \| 2,500 \| Monte (Largo da Fonte) \| Monte (Largo da Fonte) \| \| \| 3,911 \| Terreiro da Luta \| Terreiro da Luta \| |                     |                        |                        |
| Kopfbahnhof Streckenanfang (Strecke außer Betrieb) | 0,000               | Pombal                 | Pombal                 |
| Bahnhof (Strecke außer Betrieb) | 1,000               | Levada de Santa Luzia  | Levada de Santa Luzia  |
| Haltepunkt / Haltestelle (Strecke außer Betrieb) |                     | Livramento             | Livramento             |
| Haltepunkt / Haltestelle (Strecke außer Betrieb) |                     | Sant'Ana               | Sant'Ana               |
| Haltepunkt / Haltestelle (Strecke außer Betrieb) |                     | Flamengo               | Flamengo               |
| Haltepunkt / Haltestelle (Strecke außer Betrieb) |                     | Confeitaria            | Confeitaria            |
| Haltepunkt / Haltestelle (Strecke außer Betrieb) | 2,500               | Monte (Largo da Fonte) | Monte (Largo da Fonte) |
| Kopfbahnhof Streckenende (Strecke außer Betrieb) | 3,911               | Terreiro da Luta       | Terreiro da Luta       |

Die Caminho de Ferro do Monte (auch Comboio do Monte oder Elevador do Monte) war die einzige Eisenbahnstrecke mit Personenverkehr auf der Insel Madeira (Portugal). Die Strecke führte als Zahnradbahn von der Station Pombal in Funchal nach Terreiro da Luta oberhalb von Monte. Die in mehreren Abschnitten erbaute Strecke hatte eine Länge von 3,911 km.

## Planung und Bau

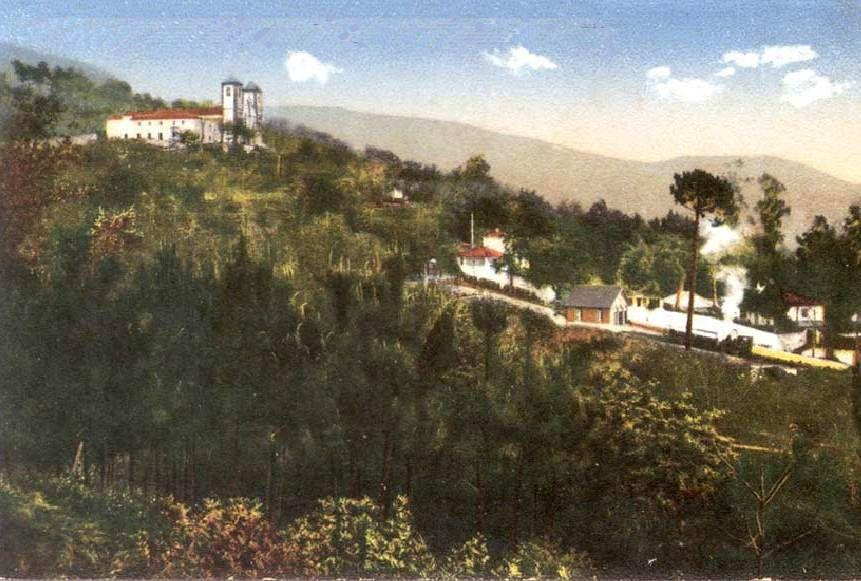
Die Kirche von Monte mit dem Bahnhof

Die ersten Planungen für die Caminho de Ferro do Monte wurden 1886 von dem Ingenieur Raul Mesnier Ponsard gemacht. Die Idee für den Bau eines Aufzugs oder einer Eisenbahn hatte Joaquim António Marques, der dafür die Zustimmung vom Stadtrat von Funchal am 17. Februar 1887 erhielt.
Nach Überwindung einiger Schwierigkeiten bei der Beschaffung von Kapital wurde die Companhia do Caminho-de-Ferro do Monte gebildet. Die Arbeiten an der Strecke begannen am 13. August 1891 und der erste Abschnitt zwischen Pombal und der Levada de Santa Luzia wurde am 16. Juli 1893 eingeweiht.
Am 5. August 1894 erreicht die Strecke Atalhinho (Monte), 577 Meter über dem Meeresspiegel.
Am 12. Juli 1910 beschloss die Hauptversammlung der Companhia do Caminho-de-Ferro do Monte, die Strecke bis Terreiro da Luta zu verlängern. Der Stadtrat von Funchal genehmigte dieses Vorhaben noch am 4. August des gleichen Jahres.
Diese Station erreichte der Zug erstmals am 24. Juli 1912 und hatte damit 850 Höhenmeter überwunden. Die Streckenlänge betrug insgesamt 3.911 Meter, dabei wurden die Haltestellen Pombal, Levada de Santa Luzia, Livramento, Quinta Sant’Ana (Sant’Ana), Flamengo, Confeitaria, Atalhinho (Monte), Largo da Fonte und Terreiro da Luta bedient.
In der Rua do Pombal im Hauptbahnhof befanden sich die Büros des Unternehmens. Während der Saison gab es in Tereiro da Luta ein Panorama-Restaurant, das von der Companhia do Caminho-de-Ferro do Monte betrieben wurde.

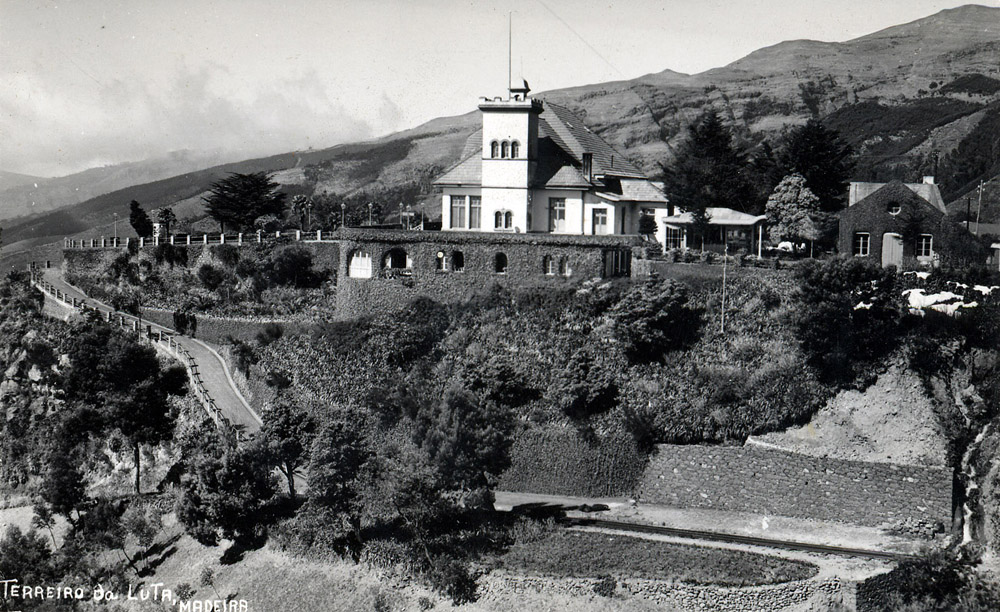
Bahnhofsrestaurant in Terreiro da Luta

## Bauphasen
| Streckenabschnitt                         | Streckenlänge | Inbetriebnahme |
| ----------------------------------------- | ------------- | -------------- |
| Pombal – Levada de Santa Luzia            | 1,000 km      | 16. Juli 1893  |
| Levada de Santa Luzia – Atalhinho (Monte) | 1,500 km      | 5. August 1894 |
| Atalhinho (Monte) – Terreiro da Luta      | 1,411 km      | 24. Juli 1912  |

## Betriebsgeschichte

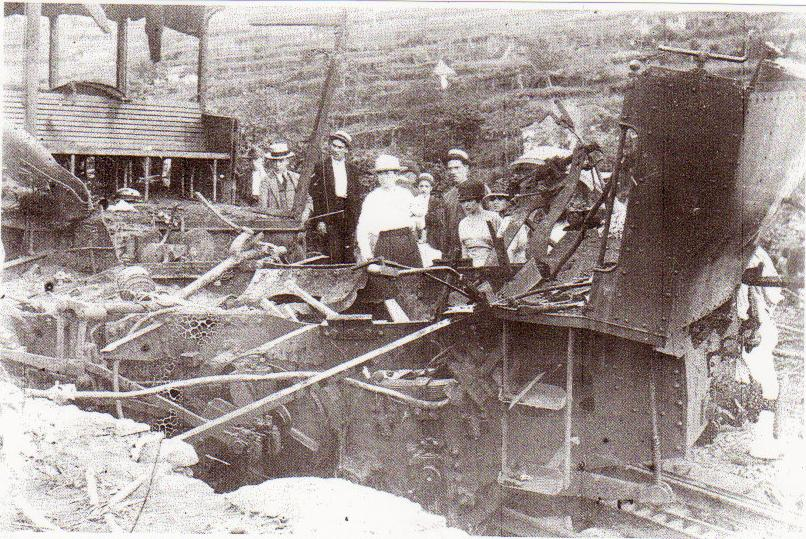
Wrack des Zuges nach der Explosion von 1919

Am 10. September 1919 explodierte während einer Bergfahrt der Kessel einer Lokomotive. Dieser Unfall hatte vier Tote und mehrere Verletzte zur Folge. Auf Grund dieser Katastrophe wurden die Fahrten bis zum 1. Februar 1920 ausgesetzt. Am 11. Januar 1932 gab es erneut einen Unfall, dieses Mal durch Entgleisung. Touristen und Einheimische fuhren in Folge davon nicht mehr mit dem Zug, weil es zu gefährlich erschien. Zusammen mit der Tatsache, dass infolge des Zweiten Weltkrieges die Touristen in Madeira ausblieben, kam die Eisenbahngesellschaft in eine Krise. Die letzte Fahrt eines Zuges erfolgte im April 1943, danach wurde die Strecke eingestellt und schnell abgebaut. Ein Teil des Materials, das beim Abbau gewonnen wurde, einschließlich der Schienen, wurde verschrottet, der andere Teil bei der Reparatur des Elevador do Bom Jesus in Braga verwendet.

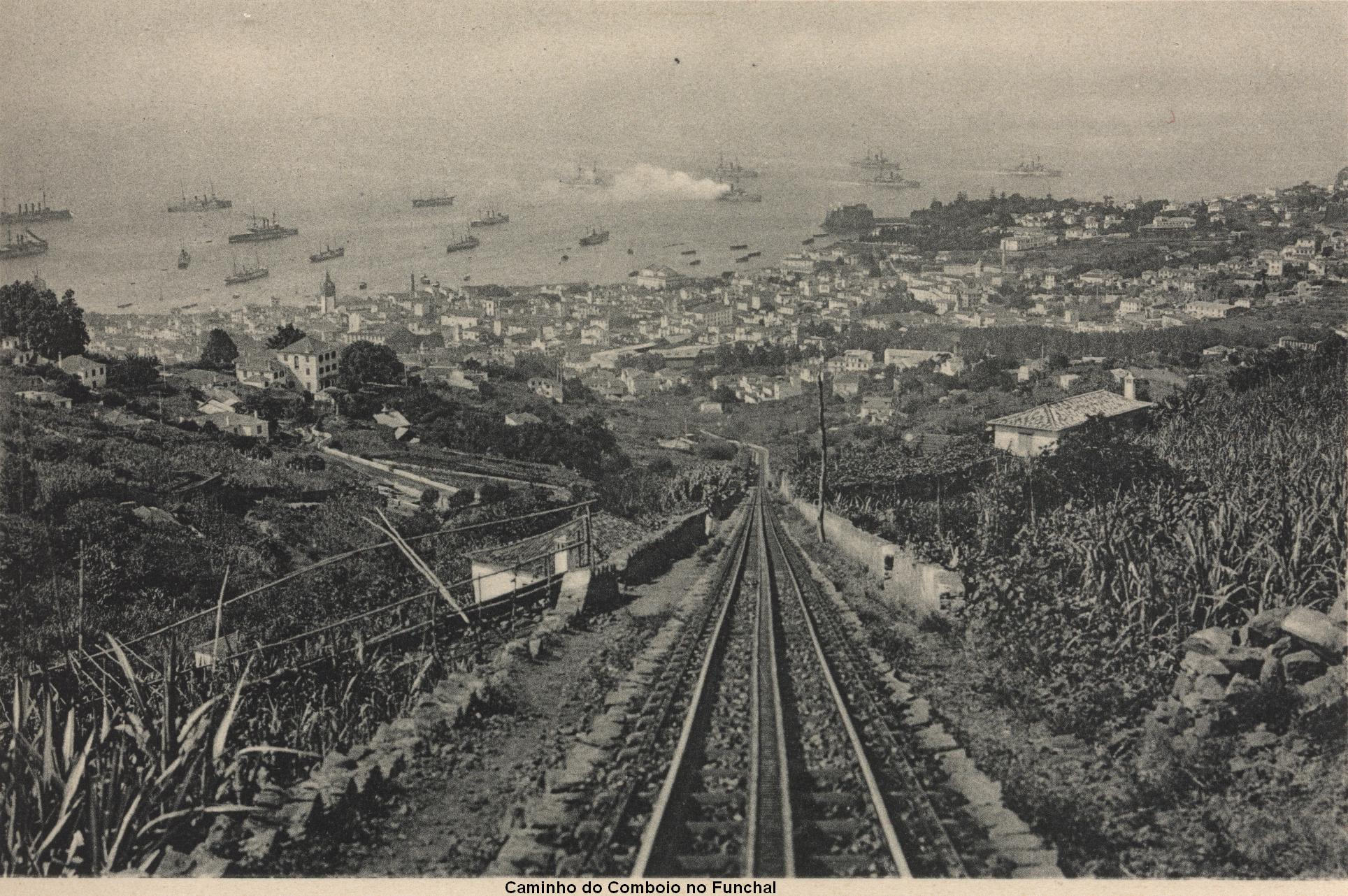
Funchal von der Strecke aus gesehen

## Technische Daten
Die Caminho de Ferro do Monte war eine Zahnradbahn nach dem System Riggenbach. Sie wurde in Meterspur eingleisig angelegt. In Livramento und in Monte gab es Ausweichstellen, an denen eine Zugkreuzung möglich war. Die Züge bestanden jeweils aus einer Lok und einem einzigen Wagen, der bergwärts von der Lokomotive geschoben wurde. Bei der Talfahrt drückte das Gewicht des Wagens nach, so dass es keine Notwendigkeit für eine Kupplung gab.

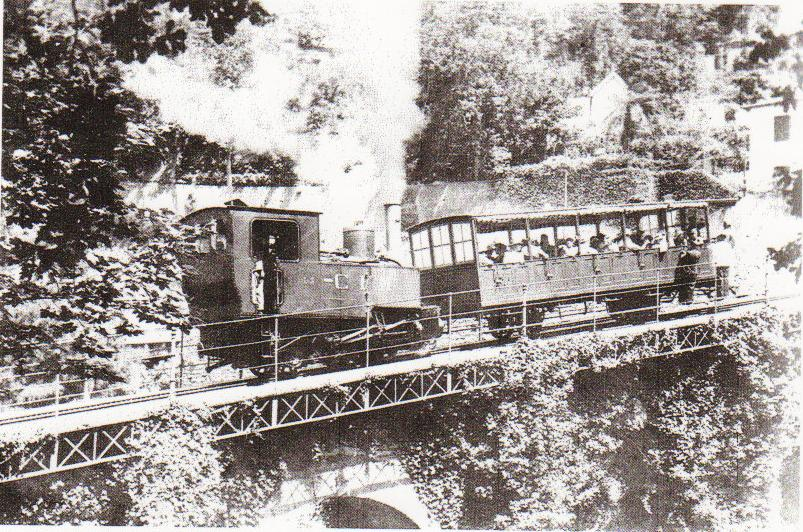
Lok und Wagen in der Nähe des Largo da Fonte, Monte

## Fahrzeuge
Das Unternehmen hatte fünf Lokomotiven (vier von der Maschinenfabrik Esslingen und eine von der SLM Winterthur erbaut) sowie fünf Personenwagen (mit einer Kapazität für je 60 Personen). Es waren zudem einige kleine Wagen für den Transport von Gepäckstücken vorhanden.

## Aktuelles
In Monte existieren noch das ehemalige Stationsgebäude und die Eisenbahnbrücke. Gegenwärtig gibt es Überlegungen der Stadt Funchal hinsichtlich der Zukunft der Teleféricos da Madeira (dt. Aufzüge). Das Projekt beinhaltet den Bau einer Standseilbahn zwischen der alten Stationen Terreiro da Luta und Monte auf der alten Trasse. Die Rekonstruktion zum Zentrum von Funchal ist nicht vorgesehen. Dieses Projekt wird wegen Finanzierungsschwierigkeiten in der jetzigen wirtschaftlichen Situation ausgesetzt, es gibt keine Vorhersage für einen Termin zur Umsetzung. Da seit 2000 die Luftseilbahn Funchal–Monte existiert, ist das Projekt einer Seilbahn auf der Trasse der Zahnradbahn nicht mehr aktuell. Dennoch tauchten im Zusammenhang mit der Insolvenz der Achenseebahn in österreichischen Medien immer wieder Meldungen auf, in denen über einen Ausverkauf des historischen Materials nach Madeira spekuliert wurde.

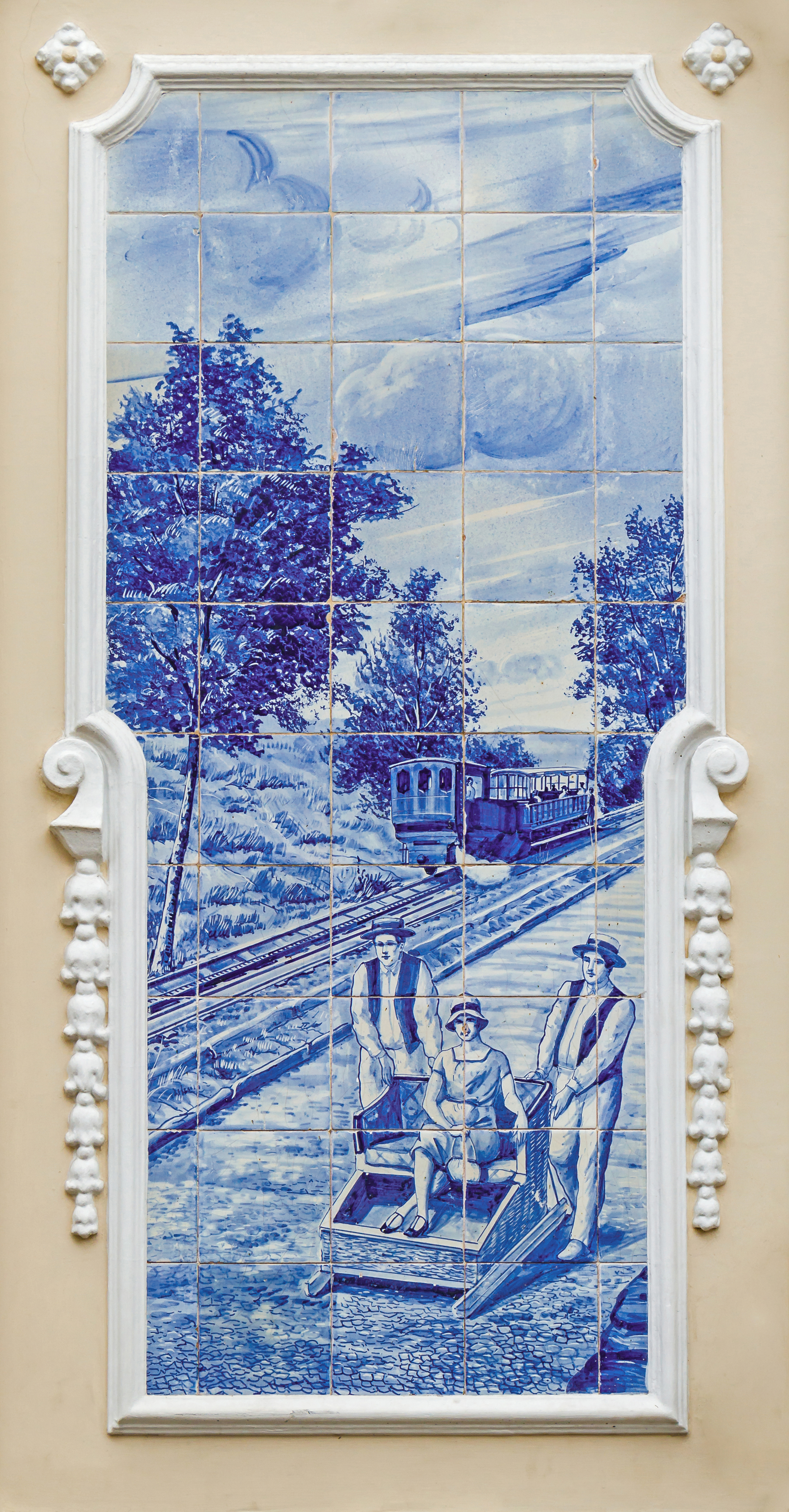
Azulejo am Café Ritz

## Galerie

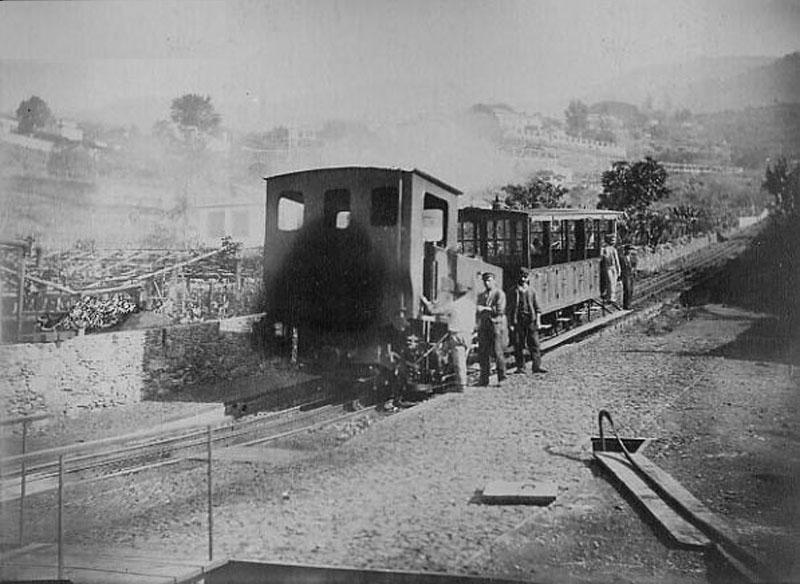
Am Bahnhof Pombal.
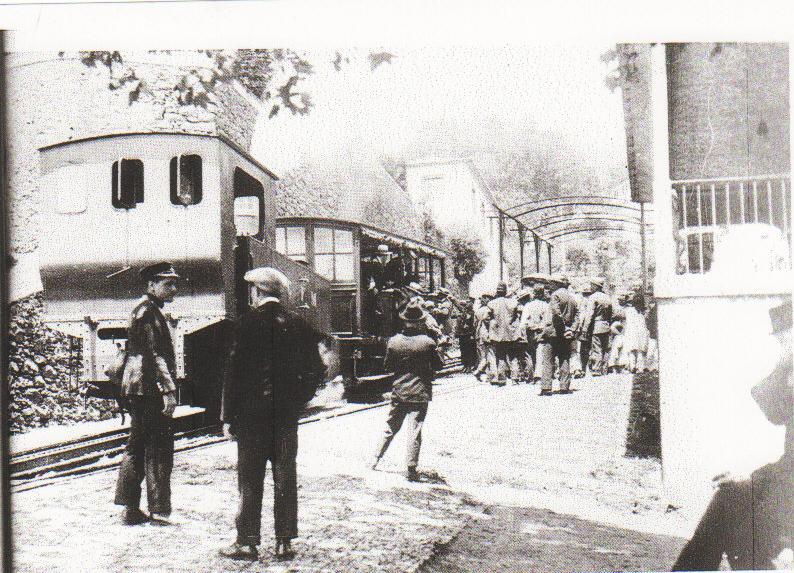
Fahrgäste in der Nähe von Funchal
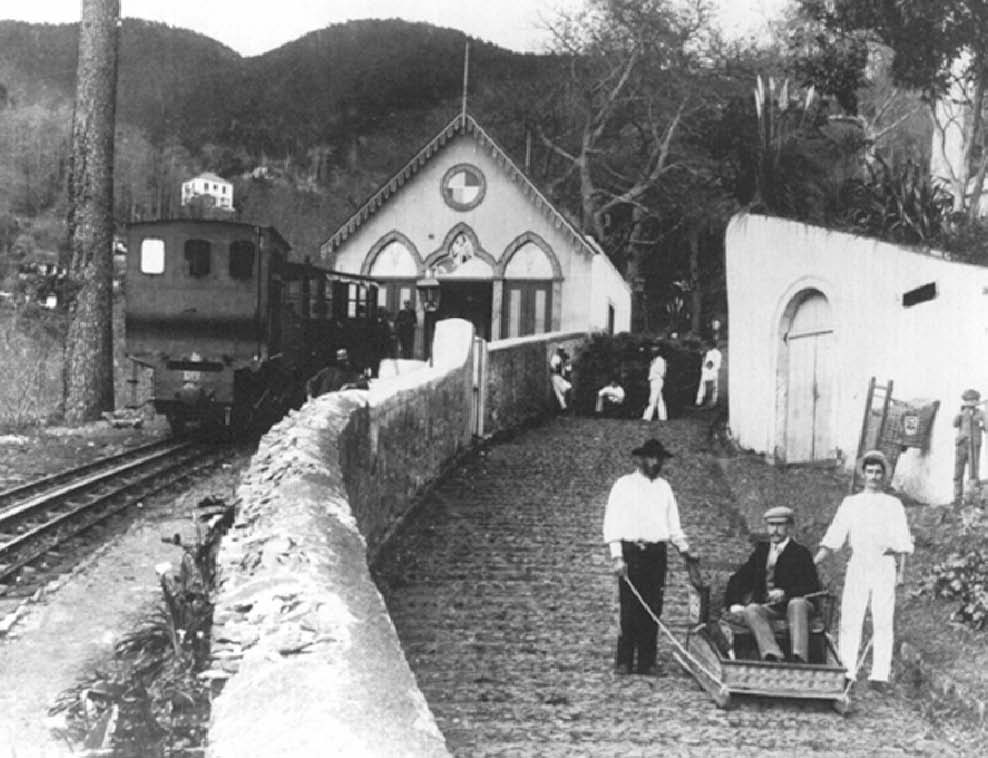
Station in der Nähe von Hotel Monte Palace
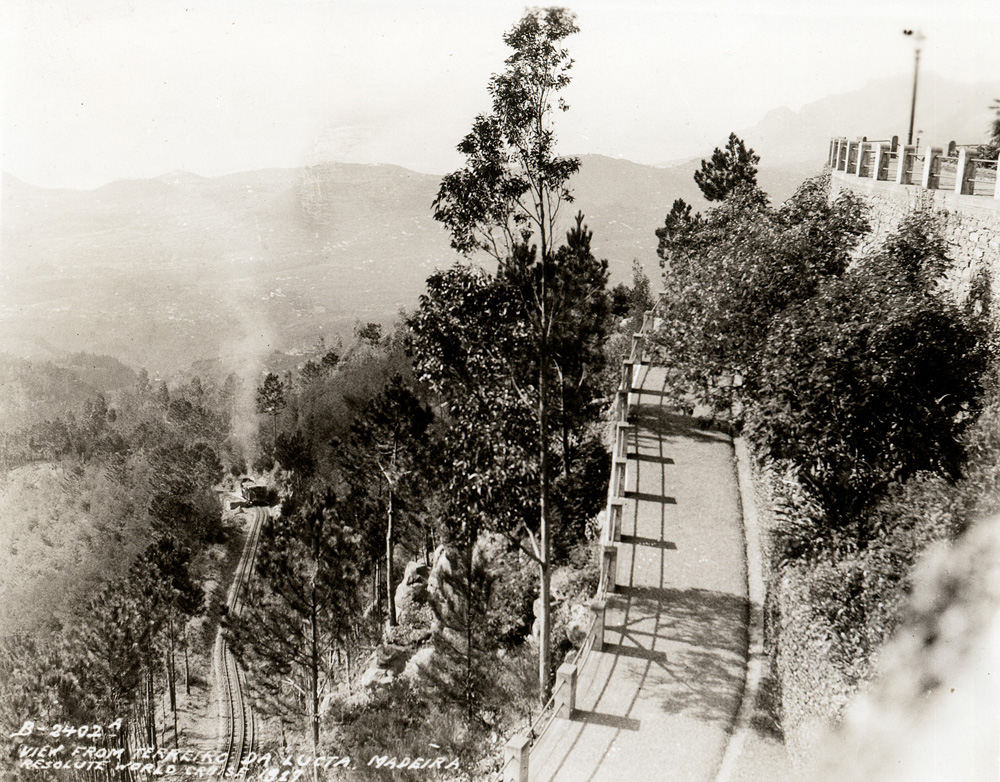
Ankunft in Terreiro da Luta.
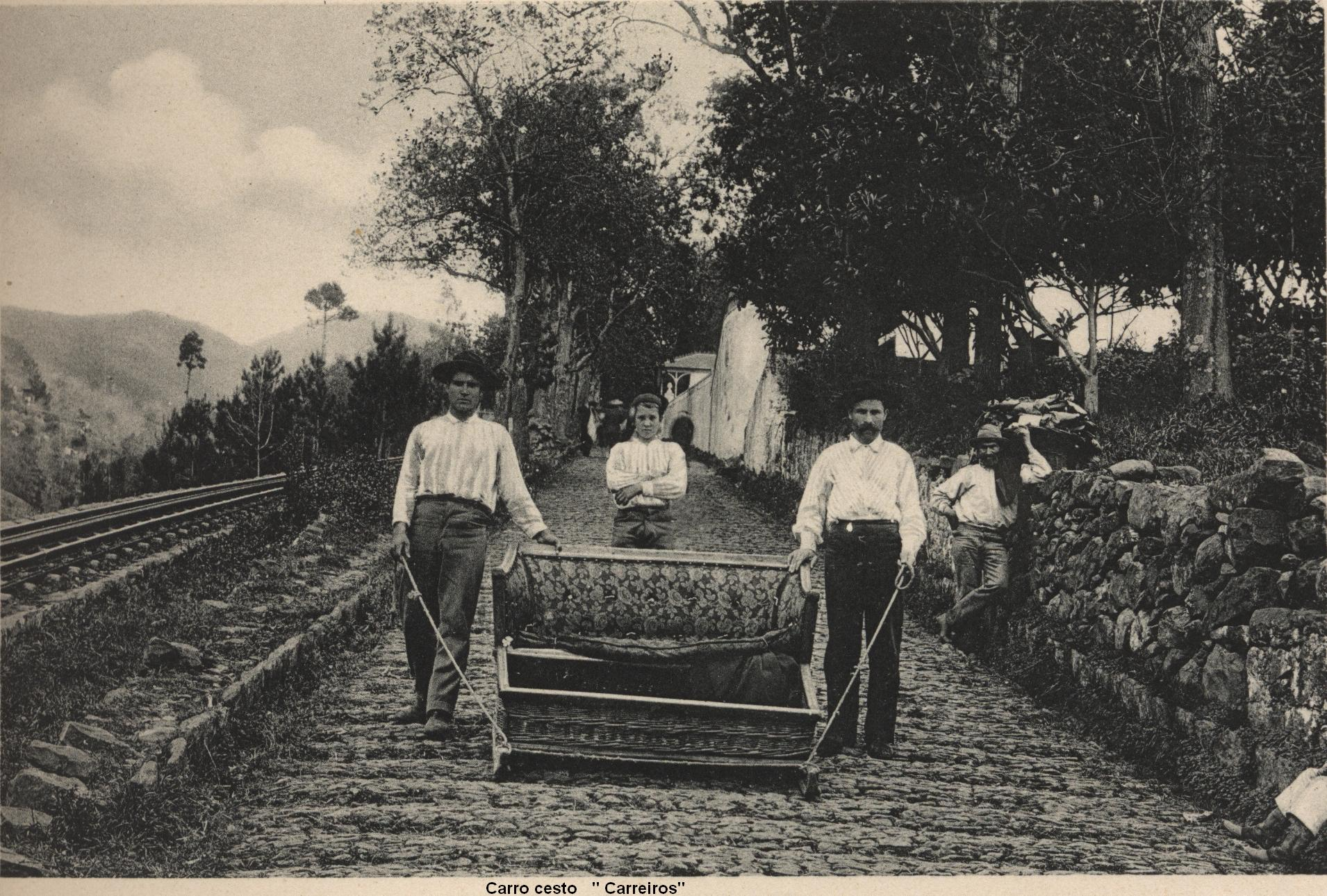
Korbschlittenfahrer neben der Bahnstrecke
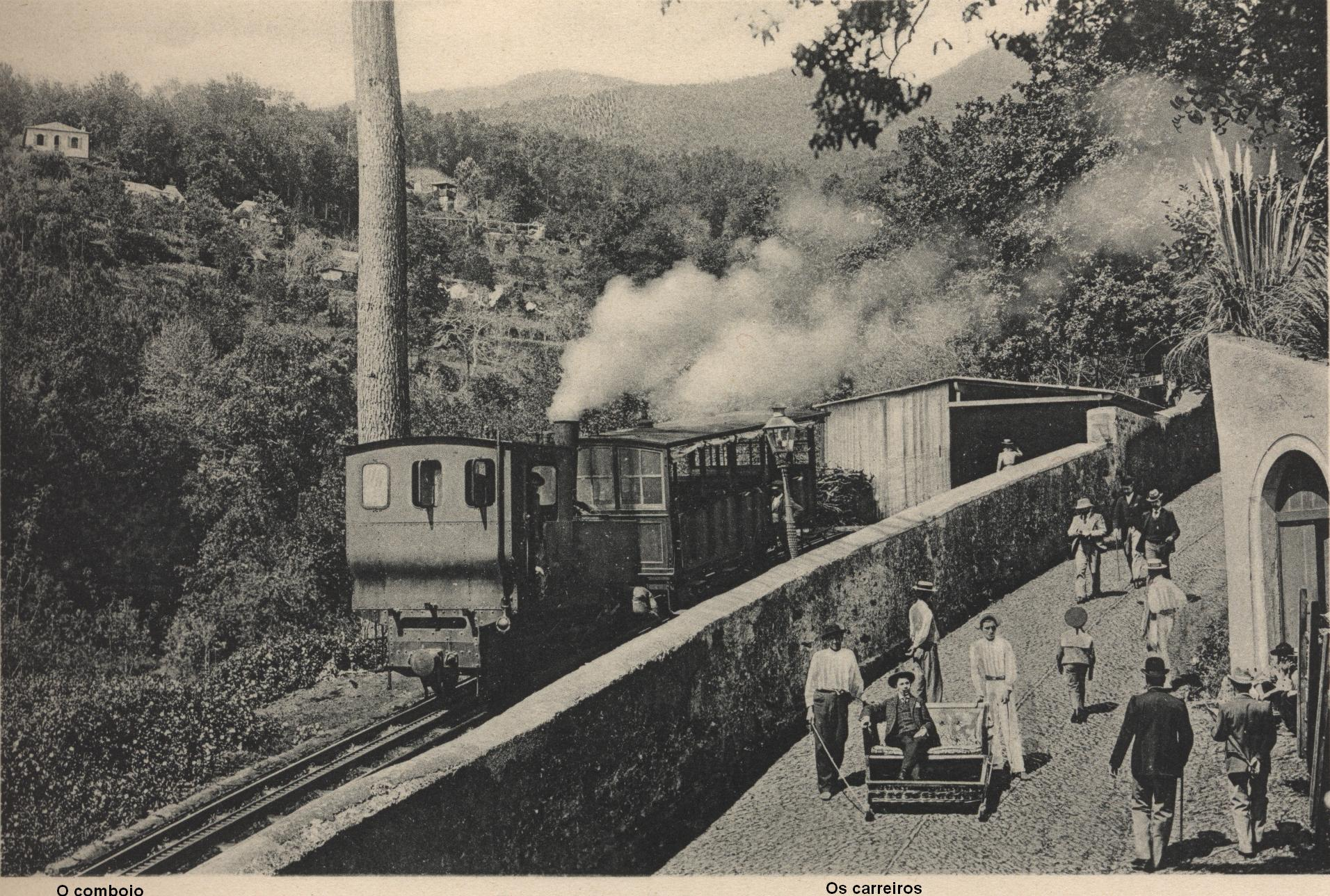
Korbschlittenfahrer
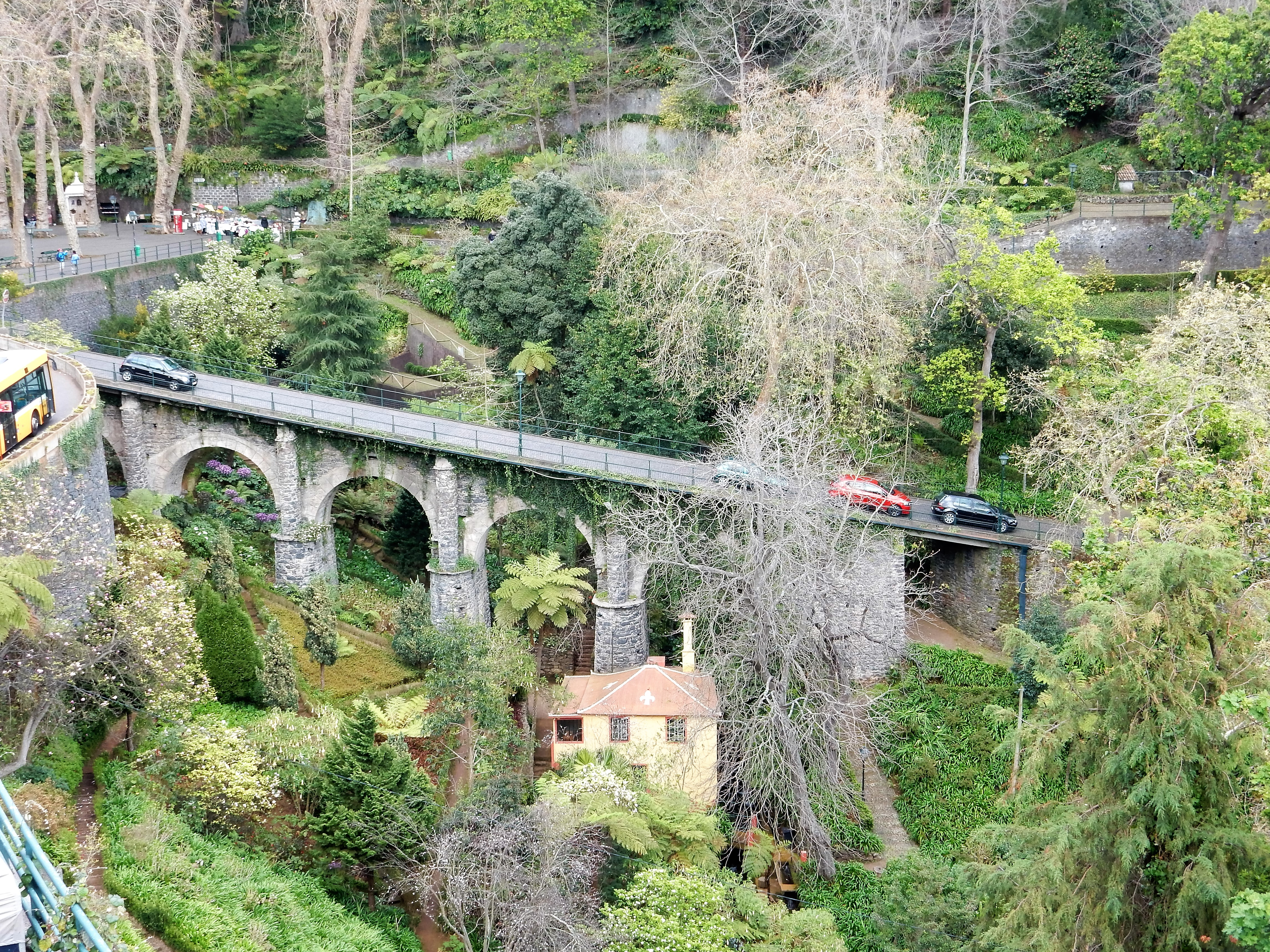
Monte, Brücke der ehemaligen Zahnradbahn über den städtischen Garten (2016)
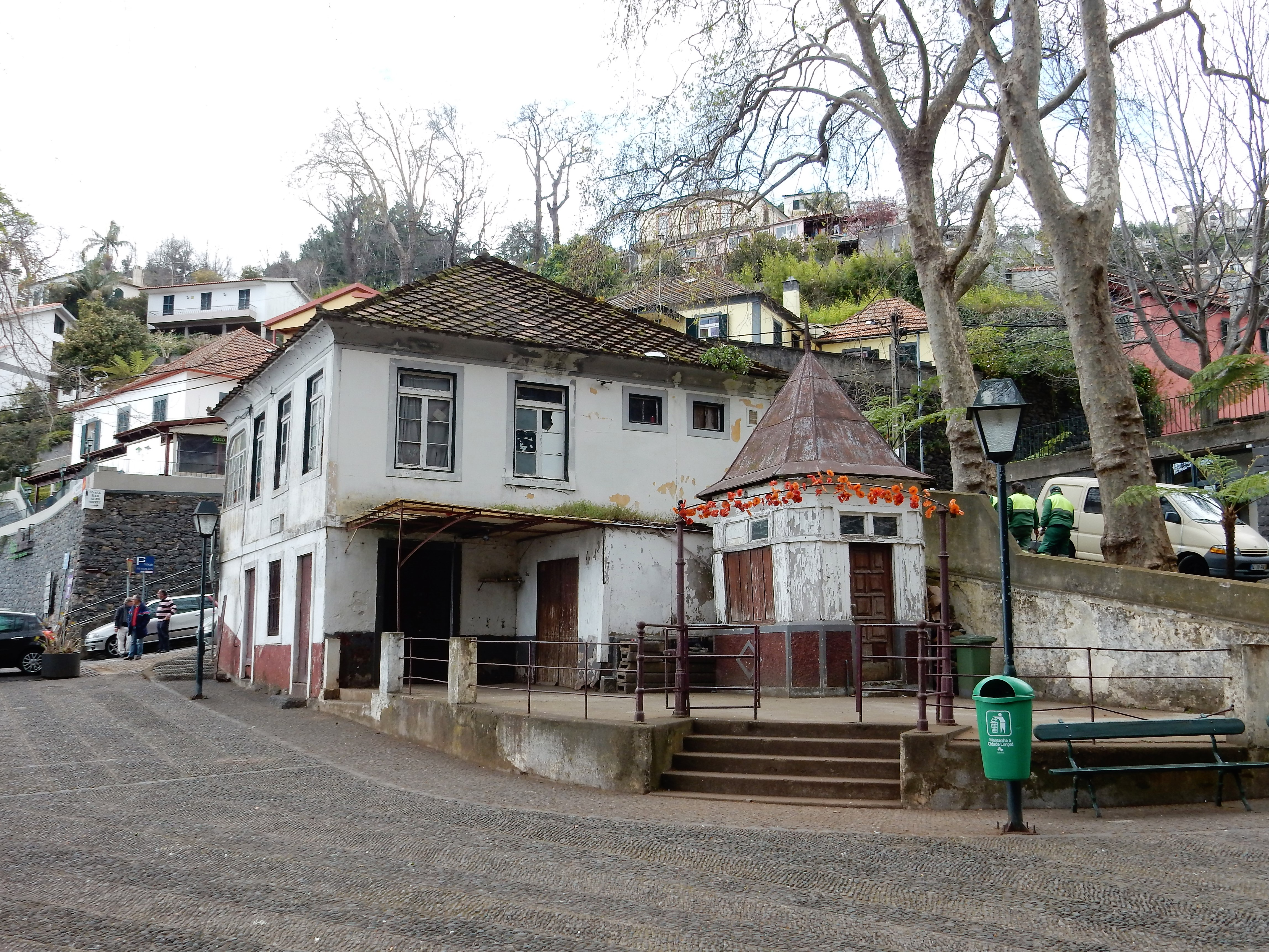
Monte, ehemaliger Bahnhof der Zahnradbahn (2016)
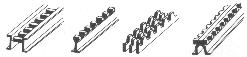
Zahnstangensysteme Riggenbach, Strub, Abt (mit drei „Lamellen“) und Locher